# Kin-Ball

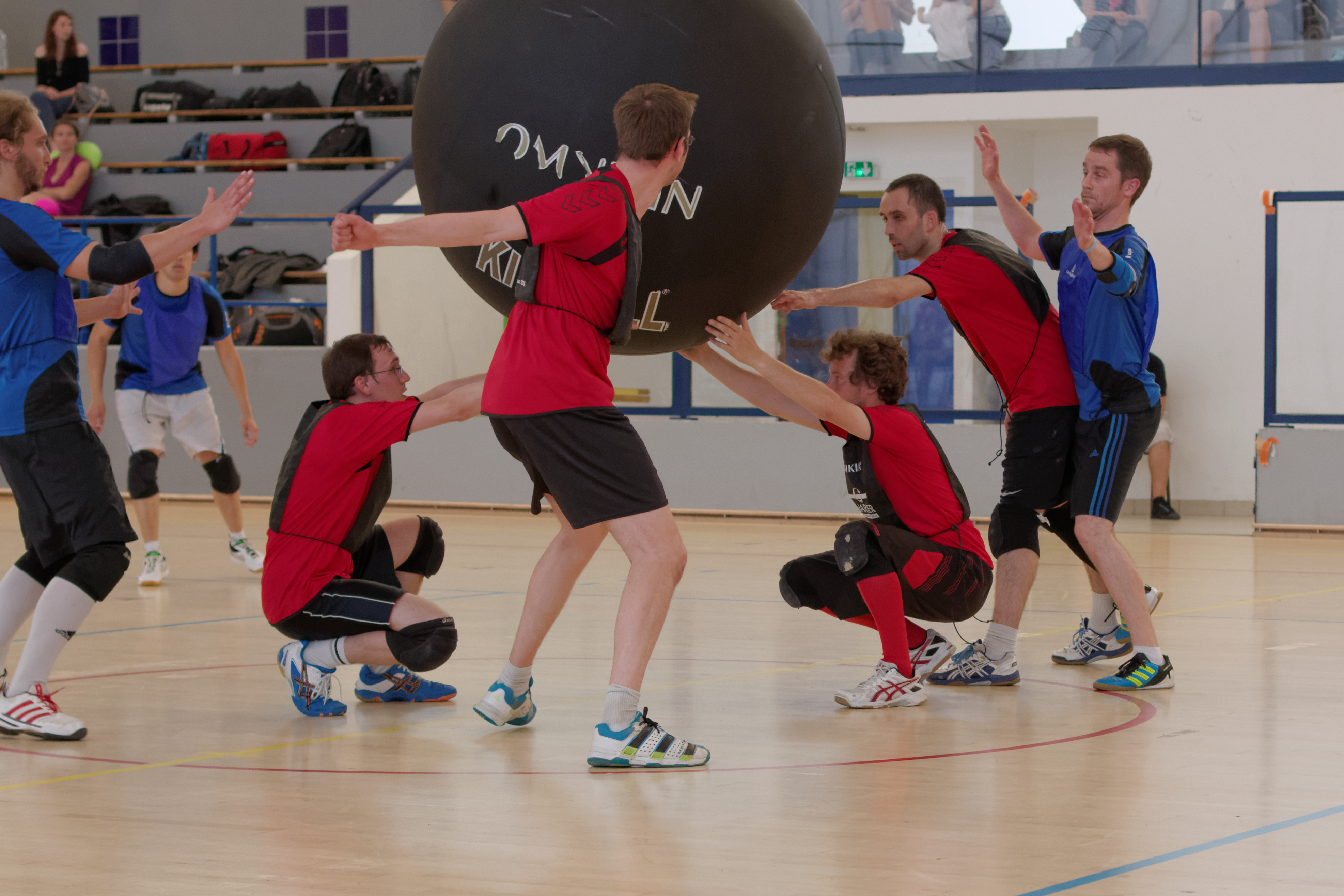
Kin-Ball

Kin-Ball je týmový sport, jehož cílem je odehrát míč tak, aby jej tým na příjmu nechytil a míč se dotkl země. Kin-ball byl vytvořený v roce 1986 v Québecu (Kanada) profesorem tělesné výchovy Mariem Demersem.

## Pravidla hry
Je to sport, ve kterém proti sobě hrají současně tři barevně odlišené týmy na ploše 20×20 metrů. Těmito barvami jsou černá, modrá a bílá. Každý z týmů má v poli 4 hráče. Míč má průměr 122 cm a je odehráván s hláškou omnikin (barva) podle toho, na kterou barvu tým míří. Balon při podání musí letět minimálně 180 cm, jinak je podání chybné. Dotyk míče země (podlahy) znamená bod pro družstva, která nechybovala.

## Řízení soutěží
Mezinárodní Kin-Ballová federace má zhruba 3,8 milionu účastníků, především z USA, Kanady, Japonska, Belgie, Francie, Švýcarska, Španělska, Německa, Dánska, Česka, Slovenska a Malajsie.